# Landgräben in Nürnberg
Die Landgräben in Nürnberg umfassen eine Vielzahl kleinerer Fließgewässer auf dem Stadtgebiet von Nürnberg mit einer Gesamtlänge von insgesamt ca. 180 km. Wasserrechtlich sind sie Gewässer 3. Ordnung, damit ist die Stadt für ihren Unterhalt zuständig. Die einzige Ausnahme ist die 20 km lange Gründlach, die als Gewässer 2. Ordnung vom Wasserwirtschaftsamt betreut wird. Insgesamt gibt es in Nürnberg 80 Gräben und Bäche.

## Nutzung
Landgräben wurden schon früh von Menschen genutzt: Speisung von Teichen und Weihern, Bewässerung von Wiesen und Feldern, Bereitstellung von Löschwasser, Antrieb von Mühlen und Hammerwerken sowie Ableitung von Abwasser. Sie wurden reguliert, gestaut, umgeleitet und kanalisiert. Manche waren Teil der 1449 im Ersten Markgrafenkrieg errichteten Nürnberger Landwehr, einer einfachen Befestigung und später im Dreißigjährigen Krieg Teil der Circumvallationslinie. Mit zunehmender Besiedelung wurden einige Landgräben überbaut und sind heute nicht mehr sichtbar. An eine solche Überbauung erinnert der Name der Landgrabenstraße in der Südstadt. In den letzten Jahren wurde den Landgräben in Verbindung mit den Themen Stadtökologie und Naherholung wieder mehr Aufmerksamkeit zuteil: Verrohrungen und Überdachungen werden zurückgebaut, die Läufe renaturiert und zu stadtökologischen Achsen ausgebaut.
Für die Renaturierung stellt die Stadt Nürnberg über den „Servicebetrieb Öffentlicher Raum“ (SÖR) jährlich 90.000 EUR zur Verfügung (Stand 2009). Mit dieser bescheidenen Summe können Projekte nur in Zusammenarbeit mit Schulen oder Vereinen, wie dem Bund Naturschutz, der Agenda-21-Gruppe oder dem Landschaftspflegeverband durchgeführt werden.

## Landgräben und Bäche im Norden Nürnbergs
(In der Reihenfolge ihrer Einmündung in die Regnitz bzw. Pegnitz)
- Kesselgraben
- Ziehgraben: mündet in den Strickiggraben
- Nonnengraben: mündet in den Strickiggraben
- Strickiggraben: kommt aus dem Sebalder Reichswald und mündet in die Gründlach
- Lachgraben: nimmt den Siechgraben auf und fließt in die Gründlach
- Siechgraben: zweigt von der Gründlach ab und fließt in den Lachgraben
- Kothbrunngraben: fließt durch Buchenbühl und mündet in die Gründlach
- Gründlach: einer der größeren Bäche; entspringt zwischen Ödenberg und Günthersbühl
- Mühlbach: zweigt nördlich von Boxdorf von der Gründlach ab und fließt in Großgründlach wieder zu ihr zurück; wurde zum Betrieb einer Wassermühle künstlich angelegt
- Hirschsprunggraben / Bucher Landgraben: fließt im Norden von Fürth in die Regnitz
- Rostgraben: fließt in den Bucher Landgraben
- Schnepfenreuther Landgraben: wird in Fürth zum Poppenreuther Graben und fließt in die Regnitz
- Wetzendorfer Landgraben: fließt durch das Knoblauchsland und mündet bei Fürth in die Pegnitz
- Tiefgraben: entspringt im Sebalder Reichswald am Haidberg, fließt durch Erlenstegen in die Pegnitz. 2002 wurde er renaturiert[3].

## Landgräben und Bäche im Süden Nürnbergs

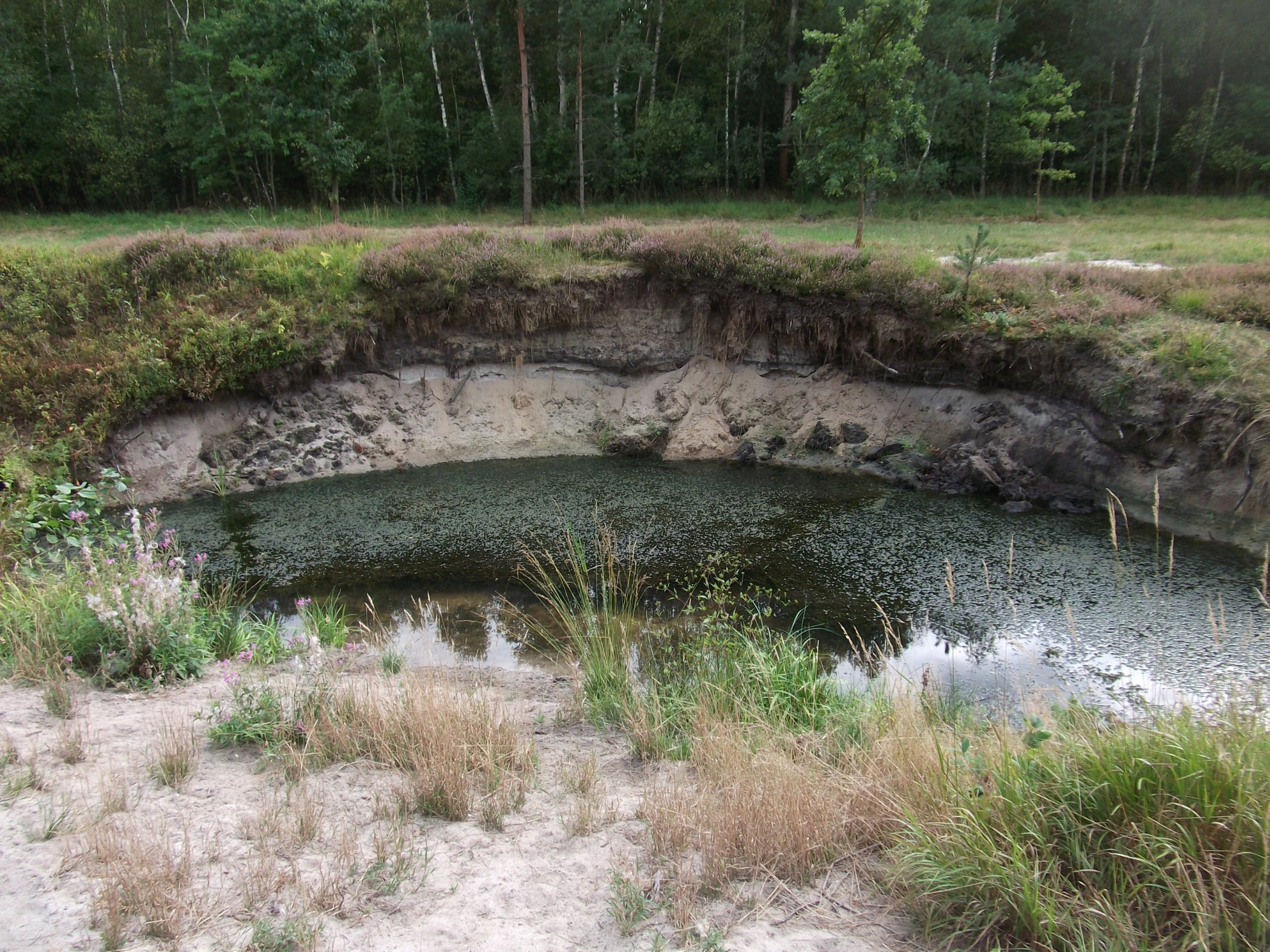
Renaturierter Entengraben bei Königshof

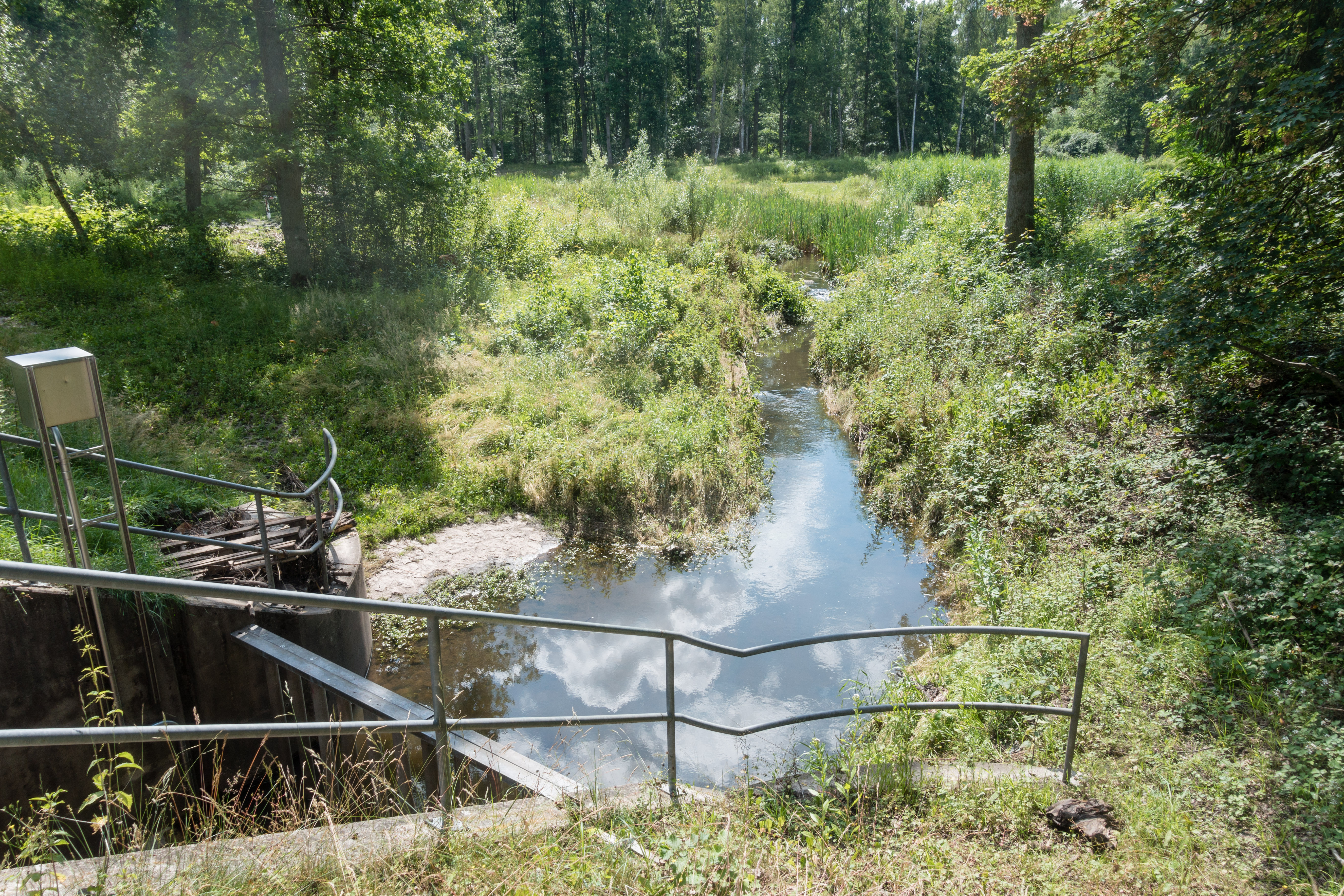
Das Langwasser mit Stauwehr

(In der Reihenfolge ihrer Mündung in die Pegnitz bzw. Rednitz)
- Goldbach: fließt durch den Valznerweiher in die Pegnitz
- Katzenbach: entspringt im Lorenzer Reichswald und fließt am Südklinikum vorbei in das Langwasser. Er wurde 2008 renaturiert[4].
- Langwasser kommt aus dem Lorenzer Reichswald, fließt am Langwassersee vorbei und mündet in den Dutzendteich
- Oberer Brandgraben: kommt aus dem Lorenzer Reichswald südlich von Moorenbrunn und fließt durch das Moorenbrunnfeld in das Langwasser
- Fischbach: fließt durch den Dutzendteich in den Goldbach
- Ludergraben: fließt durch den Lorenzer Reichswald in den Röthenbach
- Neuselsbrunngraben
- Röthenbacher Landgraben: fließt durch den Faberpark und dann in die Rednitz
- Eibacher Landgraben
- Schwarzengraben: fließt beim Hafen in den Main-Donau-Kanal
- Brünnelgraben: fließt beim Hafen in den Main-Donau-Kanal
- Ottergraben: fließt bei Königshof in den Entengraben
- Entengraben: fließt in die Rednitz
- Eichenwaldgraben: fließt in den Entengraben
- Gaulnhofener Graben: fließt in den Eichenwaldgraben
- Krottenbach: fließt bei Mühlhof in die Rednitz
- Wässergraben
- Herbstgraben: fließt aus Stein nur ein kurzes Stück über Nürnberger Gebiet und mündet westlich von Eibach in die Rednitz

## Unvollendeter Landgraben
- Gefütterter Graben bei Ungelstetten